# Andrea Nannini
Andrea Nannini (Formigine, 12 dicembre 1944 – Modena, 1º marzo 2021) è stato un pallavolista e allenatore di pallavolo italiano.

## Biografia
È morto nel marzo 2021, a 76 anni, dopo una lunga malattia.

## Carriera
Iniziò a giocare nella sua città, nelle file della Minelli Modena. Nel 1965 passò a Firenze, con la Ruini, per poi tornare a Modena nel 1968, stavolta sponda Panini. Nel 1975 si trasferì al CUS Torino, dove rimase per un anno, e infine chiuse la sua carriera come giocatore al Gonzaga Milano.
Con la nazionale italiana vinse la medaglia d'oro alla VI Universiade di Torino, nel 1970, e si classificò all'8º posto al torneo olimpico di Montréal 1976. 

## Palmarès

### Giocatore

#### Club
- Campionato italiano: 4

1967-68, 1969-70, 1971-72, 1973-74

#### Nazionale
- Universiade: 1

Torino 1970

### Allenatore
- Coppa CEV: 2

1983-84, 1984-85
- Coppa Italia: 1

1984-85